# Raoul Rémy
Raoul Rémy (Marsiglia, 25 ottobre 1919 – Marsiglia, 26 giugno 2002) è stato un ciclista su strada francese, attivo come professionista  dal 1940 al 1957. In carriera si impose in due tappe del Tour de France, in due tappe della Parigi-Nizza e in una Parigi-Camembert; arrivò anche terzo nell'edizione 1953 della Liegi-Bastogne-Liegi.

## Palmarès
- 1946 (France Sport, due vittorie)

Grand Prix Catox
1ª tappa Parigi-Nizza
- 1947 (France Sport, una vittoria)

Circuit de l'Indre
- 1948 (France Sport, due vittorie)

5ª tappa Tour de France (La Rochelle > Bordeaux)
Parigi-Camembert
- 1950 (La Perle, tre vittorie)

Paris-Clermont-Ferrand
8ª tappa Tour du Sud-Est
Prix du Gros-Horloge à Rouen
- 1951 (Helyett, due vittorie)

Tour du Vaucluse
Grand Prix de Nice
- 1952 (Metropole, tre vittorie)

13ª tappa Tour de France (Monaco > Aix-en-Provence)
1ª tappa Giro del Delfinato
Grand Prix de l'Écho d'Oran
- 1953 (Mercier, una vittoria)

Circuit de la Haute-Savoie
- 1954 (Mercier, due vittorie)

Grand Prix de l'Écho d'Alger
1ª tappa Parigi-Nizza
- 1955 (Mercier, una vittoria)

Critérium d'Aix-en-Provence
- 1956 (Ray-Dunlop, una vittoria)

1ª tappa Vuelta a Mallorca

## Piazzamenti

### Grandi Giri
- Giro d'Italia

1956: ritirato
- Tour de France

1947: 28º
1948: 23º
1949: ritirato (4ª tappa)
1950: 34º
1951: fuori tempo massimo (22ª tappa)
1952: 37º
1953: 51º
1954: 38º
1955: ritirato (8ª tappa)
- Vuelta a España

1955: 42º
1956: ritirato (4ª tappa)